# Discographie de Johnny Hallyday
La discographie de Johnny Hallyday comprend (notamment), 51 albums studios, 29 albums live et 165 singles. Le chanteur a également enregistré en studio, pour le marché étranger, un album en italien et un autre en espagnol, soit un total de 82 albums produit au cours de ses cinquante-sept années de carrière (1960-2017).

## Discographie

### Albums

#### Albums studio
Les cases grisées signifient que les classements de ce pays n'existaient pas lors de la sortie du disque ou que ceux-ci sont indisponibles, ce qui n'empêche pas des albums de se classer bien après leur sortie. Consultez les pages individuelles des albums pour les éventuels classements de ceux-ci.

### Participations

#### Autres
1968
Sept colts pour Schmoll album d'Eddy Mitchell : La pochette dessinée par Jean Giraud propose dans ses pages intérieures une bande dessinée western dont Eddy est le héros et où Johnny campe un personnage.
1972
Johnny Hallyday crée son propre label de disque Disque H pour la chanteuse Nanette Workman. Le 45 tours Fleur déracinée sort en mai et contient en face B un duo Workman-Hallyday Apprendre à vivre ensemble,.
Entre 1973 et 1975, sous ce même label Johnny Hallyday produit également plusieurs disques de Michel Mallory, parmi eux l'album ...D'Aubervilliers à Nashville.

### Compilations
- (Aperçu non exhaustif)

#### Posthumes (compilations)
- (Aperçu non exhaustif)

### Intégrales et rééditions

#### Intégrales
1982
La première intégrale vinyles des enregistrements studios Philips est édité dans un coffret communément appelé Le cube, qui comprend quarante 33 tours. Pour l'occasion, Johnny Hallyday réenregistre la totalité des chansons Vogue (1960-1961 - voir Version 82).
1993
Le 15 juin, sort Collection Hallyday, la première intégrale Philips en CD de l'artiste, soit un total de 40 disques réunies dans un coffret en forme de guitare En parallèle, cette intégrale sort sous forme de coffrets (10 au total) excluant le cd no 40.
2009
Les super 45 tours Philips sortis entre 1961 et 1969, sont réédités à travers quatre coffrets collectors.
2016
Official 1985/2005. Coffret 20 CD, qui comprend l’intégrale des albums studio Philips de 1985 à 2005, ainsi que certains albums live.
2017
Official 1961/1975. Coffret 20 CD, qui comprend l’intégrale des albums studio Philips de 1961 à 1975, ainsi que certains albums live.
Official 1976/1984. Coffret 20 CD, qui comprend l’intégrale des albums studio Philips de 1976 à 1984, ainsi que certains albums live.
2019
Vinyles de légende. Intégrale vinyle des albums studio et live Philips de 1961 à 2005. Cette collection inclut les 33 tours 25 cm sortis entre 1961 et 1964.

#### Rééditions
Rééditions CD en fac-similé des albums originaux
2000
Les 40 albums studio Philips sont réédités en CD digipack avec un son remastérisé et des bonus.
2001
Mercury Universal réédite en CD les maxi 45 tours Philips, (1961-1969), réunis dans un coffret.
2003  (La maison de disques Universal, poursuit ses rééditions du catalogue Hallyday)
Les huit 33 tours 25 cm Philips (1961-1964) sont réédités en vinyles et en CD,.
Universal sort le coffret Intégrale Live. Il regroupe en quarante deux CD, les lives de Johnny Hallyday, dont deux restés inédits : (À La Cigale (1994) et Live at the Alladin Theatre (1996).
Vogue sort à son tour - en vinyles et CD - les trois 33 tours 25 cm publié entre 1960 et 1961. L'album Nous les gars, nous les filles de 1961 a été réédité en vinyle et (pour la première fois) en CD en 1992.
2006
L'intégrale des Singles Vogue et Philips, Super 45 tours (EP) et 45 tours (2 titres), est rééditée en CD dans un coffret communément appelé La Tour,.
Nota : Après cette dernière publication (2006), l'ensemble de la discographique française (et officielle) de Johnny Hallyday couvrant la période de 1960 à 2006, est intégralement captée sur CD.
2011-2012
Parution de La collection officielle Johnny Hallyday 50 ans de carrière - 50 albums de légende, sortie bimensuel dans les kiosques et/ou en abonnement des albums studios Philips (1961-2005), en CD accompagné d'un fascicule (les parutions ne suivent pas l'ordre chronologique),,  (la collection se poursuit l'année suivante avec la parution de compilations des albums enregistrés en public du chanteur).
2013
Parution de La collection officielle Johnny Hallyday 50 ans de carrière - les concerts de légendes, bimensuel en kiosque et/ou par abonnement des albums Philips enregistrés en public (de 1962 à 2003 en 21 CD - il ne s’agit pas d’une intégrale live, mais d’une sélection des meilleurs moments).
2018-2019
Réédition par Mercury des enregistrements studios sortis de 1961 à 2005 au format papersleeves. Cette édition de 56 CD comprend les albums studio Philips, les 7 disques 25 cm (sortis entre 1961 et 1964), ainsi que 3 albums de compilations comprenant les titres parus uniquement en singles.
2019
Coffret 20 CD au format papersleeve des albums studio sortis à l’étranger entre 1962 et 1979.

## Paroliers et compositeurs pour Johnny Hallyday
- Liste des chansons écrites par Jil et Jan pour Johnny Hallyday.

Autres
- Manou Roblin
- Mick Jones
- Tommy Brown
- Mick Jones et Tommy Brown (chansons communes pour Johnny)
- Jean Renard
- Pierre Delanoë
- Claude Lemesle
- Étienne Roda-Gil

Plusieurs artistes, auteurs-compositeurs-interprètes, ont écrit et/ou composé pour Johnny Hallyday ; tout comme diverses personnalités, écrivains notamment, ont également et occasionnellement écrit pour lui :
- Charles Aznavour est le premier d'entre eux ; entre 1961 et 1964, il lui a écrit : Il faut saisir sa chance, Sam'di soir, Retiens la nuit, Ce n'est pas juste après tout, Bonne chance. Georges Garvarentz compose les musiques. Garvarentz, (sans Aznavour), signe également les musiques de : Douce violence, Si tu me téléphones , C'est une fille comme toi.
- Jean-Jacques Debout
- Hugues Aufray en collaboration avec Vline Buggy écrit en 1964 Le pénitencier et en 1965 Je l'aime (d'après Girl des Beatles)
- Éric Charden Je n'ai pas voulu croire (1968)
- Paolo Conte
- Jacques Lanzmann, 1970, album Vie.
- Eddy Mitchell en 1972 écrit Comme un lion en hiver. En 1982, il signe l'adaptation française Cartes postales d'Alabama et écrit en 1983 Mes souvenirs, mes seize ans.
- Toto Cutugno
- Daniel Balavoine écrit Je ne suis pas un héros en 1980 pour Hallyday, tandis que le chanteur reprend La poupée qui fait non de Michel Polnareff (album À partir de maintenant)
- Mort Shuman
- Nicolas Peyrac est l'auteur de Je n'oublierai jamais (1982)
- Bill Deraime : Johnny donne sa propre version de Laisse moi une chance qu'il reprend sur l'album Entre violence et violon en 1983.
- Johnny Hallyday chante Jacques Brel sur la scène du Zénith de Paris en 1984-1985, où il reprend Ne me quitte pas.
- Michel Berger écrit compose et réalise l'album Rock'n'Roll Attitude en 1985.
- 1986, Jean-Jacques Goldman écrit compose et réalise l'album Gang.
- Patrick Bruel signe deux chansons de l'album Ça ne change pas un homme de 1991, Et puis je sais, Pour exister.
- Art Mengo
- Jon Bon Jovi
- Tony Joe White
- Philippe Chatel réalise en 1997 une nouvelle version de son conte Émilie Jolie. Johnny Hallyday chante La chanson du grand oiseau.
- Pascal Obispo en 1998 compose et réalise l'album Ce que je sais.
- Zazie y signe la chanson Allumer le feu
- David Hallyday compose et coréalise l'album Sang pour sang en 1999.
- Zazie donne un titre
- Miossec signe plusieurs titres.
- Vincent Ravalec
- Gérald de Palmas
- Marc Lavoine
- Maxime le Forestier
- Sandrine Kiberlain
- Marie Nimier
- Catherine Lara 2002, Tous ensemble.
- Muriel Robin écrit Elle s'en moque en 2005 sur l'album Ma vérité.
- Guy Carlier écrit Ce qui ne tue pas, nous rend plus fort (album Ma vérité).
- Bruno Putzulu écrit une chanson sur l'album Le cœur d'un homme (2007).
- Matthieu Chedid alias M compose et réalise l'album Jamais seul en 2011.
- Yodelice compose et réalise l'album De l'amour en 2015.